# Vladimir Lotarev
 (novembre 2018).
Si vous disposez d'ouvrages ou d'articles de référence ou si vous connaissez des sites web de qualité traitant du thème abordé ici, merci de compléter l'article en donnant les références utiles à sa vérifiabilité et en les liant à la section « Notes et références ».
Vladimir Alexeïevitch Lotarev (en russe : Владимир Алексеевич Лотарев), né le 15 novembre 1914 à Aleksandrovsk-Grouchevski (aujourd'hui Chakhty, dans l'oblast de Rostov), mort le 20 juillet 1994, était un constructeur soviétique de moteurs d'avions. 
Lotarev avait commencé sa formation de mécanicien/électricien en 1930 à l'école minière de Chakhty. Il alla ensuite à l'académie aéronautique de Charkov. Après son diplôme, il alla travailler dans l'industrie en 1939. En 1948, il entre au bureau d'études (OKB) de Zaporijia qui devint plus tard la société Ivtchenko. Il en devint le directeur du développement en 1963 puis directeur-général des développements en 1981. À partir de cette époque, les moteurs produits par cette usine portèrent son nom. L'apport essentiel de Lotarev pour l'aviation soviétique fut le moteur D-36, un moteur à trois arbres, qui avec sa soufflante et un très fort taux de dilution, représentait une avancée considérable.
Lotarev réalisa des études portant sur l'augmentation de la durée de vie des moteurs a réaction et l'optimisation des processus aérodynamiques dans un réacteur. Ceci permit d'atteindre des durées d'intervalles entre révisions (Mean Time Between Overhaul ou MTBO) de près de 20 000 heures.
En 1960, il obtint le Prix Lénine en récompense de sa participation au développement du turbopropulseur Ivtchenko AI-20. Il fut nommé docteur en 1971 pour des travaux scientifiques. En 1974, il fut décoré de la médaille de Héros du travail socialiste, puis élu membre de l'académie des sciences d'Ukraine en avril 1976.